# Abraxas taiwanensis
Abraxas taiwanensis är en fjärilsart som beskrevs av Inoue 1984. Abraxas taiwanensis ingår i släktet Abraxas och familjen mätare. Inga underarter finns listade i Catalogue of Life.

## Bildgalleri

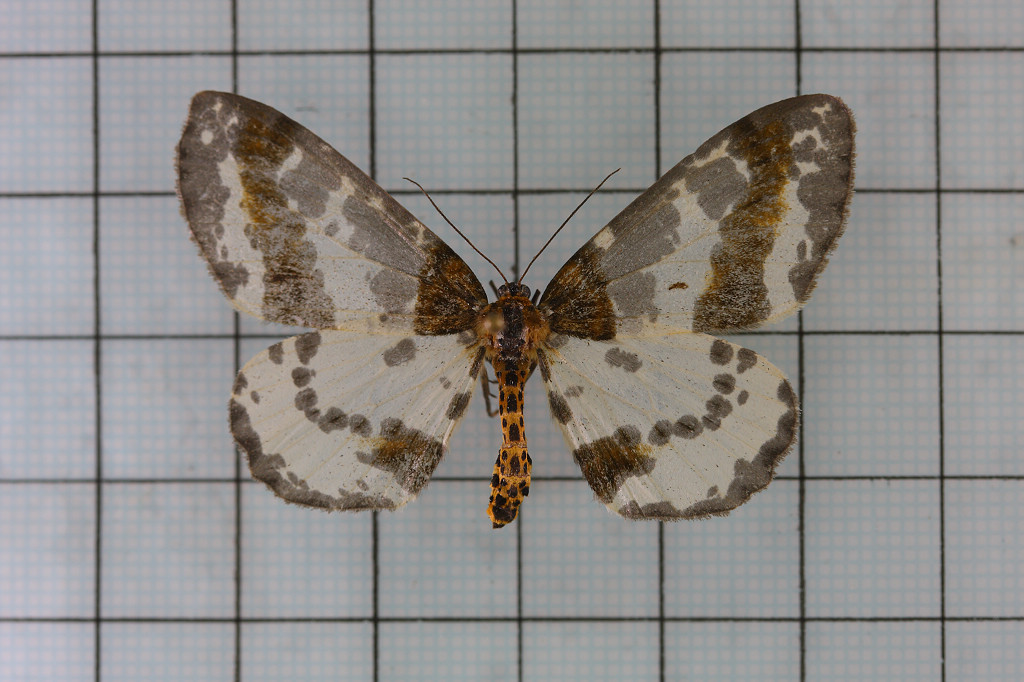